# Neuropatia óptica
Neurite óptica é uma condição de diversas etiologias que consiste na inflamação do nervo óptico, podendo ocasionar uma perda perda súbita e aguda da visão.
Seu tratamento é atualmente controverso, compreendendo-se que em grande parcela dos casos há estabilização equânime do quadro independentemente de qualquer intervenção clínica.

## Causas
O nervo óptico compreende axónios que emergem a partir da retina do olho e transportam informação visual para os núcleos visuais primárias, a maioria dos quais é retransmitida para o córtex ocipital do cérebro a ser processado para a visão. A inflamação do nervo óptico causa perda de visão geralmente por causa do inchaço e a destruição da bainha de mielina que cobrem o nervo óptico. Dano axonal direto também pode desempenhar um papel na destruição do nervo em muitos casos.